# AT&Tモビリティ
AT&Tモビリティ (AT&T Mobility LLC) は、アメリカ合衆国の加入者数第2位の携帯電話事業者。AT&T Inc.の完全子会社で、旧社名はシンギュラー・ワイヤレス(Cingular Wireless, LLC、en:Cingular Wireless)。本社所在地は、ジョージア州アトランタ。2023年12月31日現在、2億4,200万人の加入者を擁する。

## 概要
シンギュラーワイヤレスは、2001年に、SBCコミュニケーションズ（旧アメリテック+旧サウスウェスタンベル+旧パシフィック・テレシス）とベルサウスという地域ベル電話会社(RBOC)が、それぞれの携帯電話子会社群を合併させて成立した。この為、全国ネットワークではない、内部にGSMとD-AMPS(IS-136)という2つの互換性のない第二世代携帯電話ネットワークを抱えるという、携帯電話事業者としては、かなり深刻な問題を抱えての発足であった。その後、GSMへのネットワーク転換を進めるとともに、空白区解消の最終策として、2004年に、巨費を投じて、AT&Tワイヤレスを買収した。
シンギュラー・ワイヤレス発足時の株主構成は、SBCコミュニケーションズが60パーセント、ベルサウスが40パーセントだった。2005年には、親会社のひとつであるSBCコミュニケーションズは、旧AT&T(AT&T Corp.)を買収して自社名をAT&T Inc.に改称。2006年には、新AT&Tはもうひとつの親会社であるベルサウスを吸収合併したためシンギュラーはAT&Tの完全子会社となった。AT&Tへのブランド統一のためにシンギュラーのブランド名は消滅することになり、携帯電話部門は、AT&Tモビリティを名乗ることになった。
AT&Tモビリティはまた、シンギュラーからの伝統を引き継いで、積極的に料金繰り越しサービスを実施する携帯電話事業者としても知られている。

### 歴史

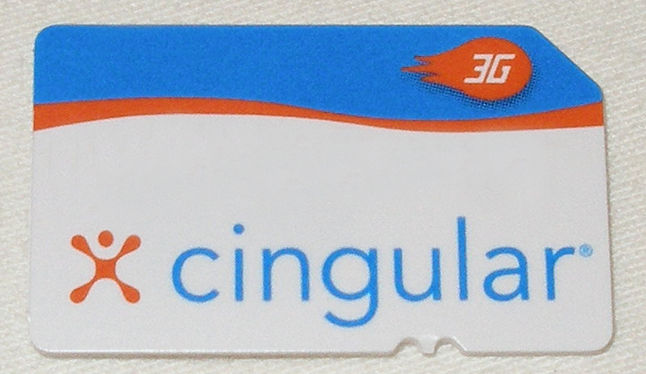
Cingular時代のSIMカード

AT&Tモビリティ前身のシンギュラー・ワイヤレス（en:Cingular Wireless）は2001年にSBCコミュニケーションズとベルサウスとの合弁企業として、当時11社あった両者傘下の地域携帯電話会社が合併して設立された。設立当時は、ベライゾン・ワイヤレスにつぐ、全米2位の規模の携帯電話事業者であった。
2004年2月 英ボーダフォンとの買収合戦を経て、当時、全米加入者数第3位のAT&Tワイヤレスを410億ドルで買収し、全米最大の携帯電話事業者となった。ボーダフォンの買収提示額は、400億ドルであった。AT&Tワイヤレスの筆頭株主は、16％保有のNTTドコモであったが、この合併により、同社は、合併会社への影響力を、ほぼ失った。
2004年11月 のちに世界的大ヒット作となる、Motorola RAZR V3のアメリカ国内独占販売を開始した。
2007年1月9日 Appleが携帯電話のiPhoneを発表した際、アメリカ国内の携帯電話事業者として、18ヶ月の端末独占供給契約を受ける事が明らかになった。販売自体は、6月からスタートした。
2007年1月12日 AT&Tが傘下のシンギュラー・ワイヤレスを完全子会社化し、シンギュラーブランドを全てAT&Tブランドにする事を発表。
2007年1月15日 シンギュラーは名称をAT&T Mobilityに変更し、"Cingular is now the new AT&T"というキャッチコピーのもと、AT&Tブランドへの変更キャンペーンを行った。店頭やメディアでの反響が大きいことが予想されたため、数ヶ月間の標章改名の期間を設け、6月末までに名前の更新を完了した。
2011年3月20日 AT&Tは、ドイツテレコムと、その米国携帯電話子会社であるT-Mobile USAを、390億ドルで買収することで合意した、と発表した。
2011年8月31日 司法省は、AT&TによるT-Mobile USAの買収は、反トラスト法違反であるとして、ワシントン地区裁判所に、買収阻止を求める訴えを行ったことを発表した。
2011年12月19日 AT&Tは、T-Mobile USAの買収計画をとりやめる、と発表した。これに伴い、AT&Tは、ドイツテレコムに、違約金として40億ドルの支払い義務が発生する。
2013年7月12日 AT&Tは、Cricketブランドで、携帯電話サービスを行なっているリープ・ワイヤレスを、1株あたり15ドル、総額約12億ドルで、買収すると発表した。

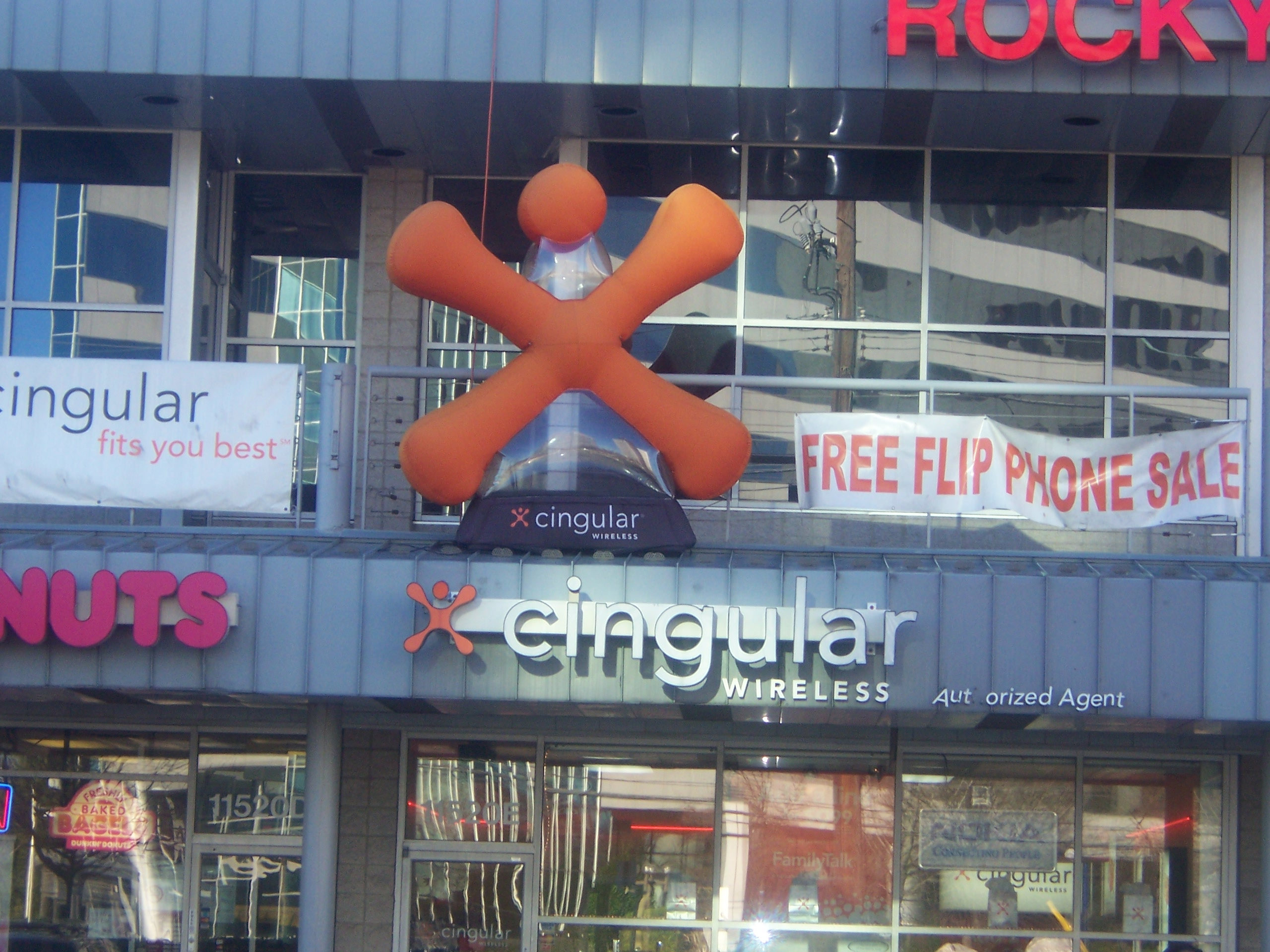
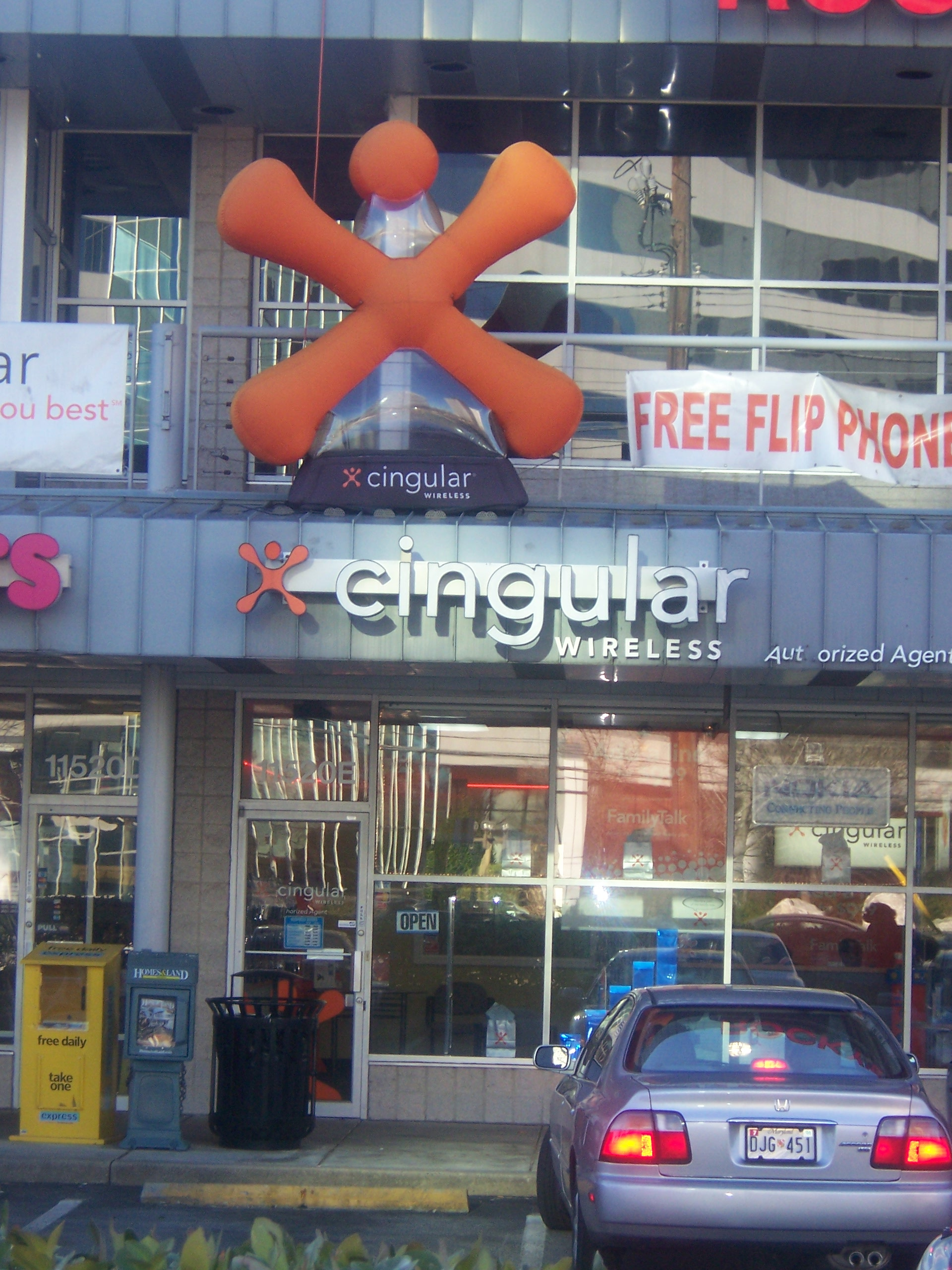

## ネットワーク
ネットワークは、旧AT&Tワイヤレス（旧マッコーセルラー）から引き継いだ全国レベルのセルラーバンドAブロック、旧シンギュラー・ワイヤレスから引き継いだ各地域のPCSバンドが基になっている。セルラーバンドでは、以前はAMPS（南北アメリカで使われたアナログ方式）が、さらに地域によっては、IS-136（北米で使われたTDMA第2世代方式）が存在したが、既に終了している。第2世代方式は、時間をかけてGSM・EDGEに全国レベルで張り替えられた。第3世代方式は、W-CDMAを選択し、保有する850MHz帯/1900MHz帯を中心に、全国展開している。HSPAなどの高速データ通信対応も全国レベルで行っているが、ヘビートラフィックが発生し、バンド幅が十分でないニューヨークなどでは、容量不足の問題も出ていた。第4世代対応では、LTEを支持しているが、ライバルのベライゾン・ワイヤレスが、積極的な全国展開を図っているのにくらべて、LTEへの移行には時間がかかるであろうとし、まず3Gでの高速データ通信対応を充実させる、という方針である。2011年、700MHz帯(Band 17)でLTEの展開を開始した。次いで、AWS帯(Band 4)でのサービスも予定している。
セルラーバンドとPCSバンドの2Gネットワークは、2016年12月31日で、サービスを終了した。

## その他
NTTドコモ、ソフトバンクで販売される携帯電話はAT&Tモビリティの3G、4Gサービスに対応している。

また、au（KDDI・沖縄セルラー電話連合）版のiPhone 5s、およびiPhone 5c、iPad Air、iPad mini Retinaディスプレイモデル以降で、同社の国際ローミングサービスを使用することで、AT&Tモビリティの4G、LTEサービスにも対応している。